# 劉佩瓊

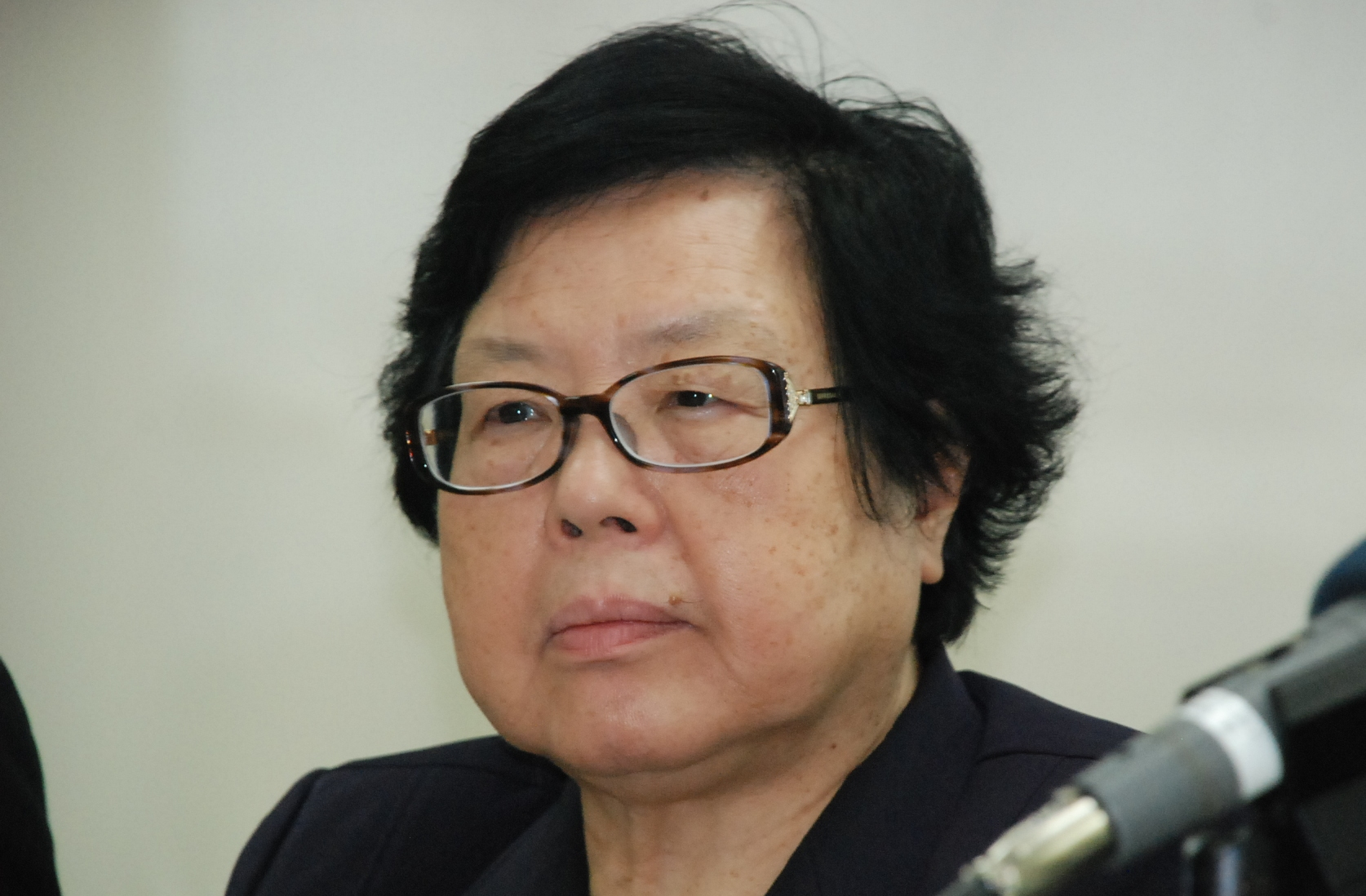
劉佩瓊

劉佩瓊，BBS，JP（1945年12月—），是香港專業進修學校校董會主席和校監，1968年畢業於香港中文大學新亞書院經濟系。
劉佩瓊曾任香港理工大學中國商貿及管理碩士學位及深造文憑課程主任，以及工商管理學院副教授，現任香港浸會大學工商管理學院特邀教授。
她祖籍廣東英德，父親年輕時到香港謀生。她本人在香港出生長大，與前廣播處處長張敏儀為寶血女子中學同班同學，1988年至1997年成為廣東省人大代表，1998至2018年間擔任港區全國人大代表，通香港經濟，熟中國內地政經。香港特別行政區政府太平紳士。時常見傳媒採訪。
她自從由香港中文大學畢業後，一直少有評價中大及新亞校政；但在2017年10月的新亞書院下任院長諮詢大會上，她公開表態支持現任院長黃乃正教授續任，實屬少見。

## 家庭背景
劉佩瓊的父親劉祚田為在港執業中醫師，並從事中醫教學工作；母親陳鳳儀為家庭主婦。

## 言論及觀點
2018年7月，劉佩瓊批評劉曉波對中國歷史無基礎知識，寫的東西一塌糊塗，獲得諾貝爾和平獎是太荒謬。
2023年6月，劉佩瓊指香港時局和身份地位與回歸前已經不同，認為香港年輕人不明白時局、政局變化，原因在於港府在回歸後未有在大變局中調整教育。建議港府未來加強教育，特別是國家相關學科。

## 曾任
- 中華人民共和國政府幹部及國內企業管理人員經濟管理培訓課程
- 香港貿易發展局中國貿易諮詢委員會前委員
- 香港專業進修學院校監
- 韶關大學校董

## 著作
- 《中國改革開放與珠江三角洲的經濟發展 》，1992年
- 《中國經濟大趨勢》，1994至1997年
- 《廣東經濟投資總覽》，1996年
- 《入世後的中國經濟》，2002年
- 《當代中國解讀》，2008，2009及2011年[7]